# Burggarten (Vienne)
Le Burggarten est un jardin d'agrément au Ring à Vienne.

## Histoire
Le terrain à l'origine est à l'origine le faubourg de Widmertor, un glacis au pied de l'enceinte de Vienne. Après la destruction de la ville par les Français en 1809, seul un bastion est debout. Entre 1817 et 1821, l'enceinte est déplacée plus à l'extérieur. À la place, on décide de la création du Hofgarten, appelé ensuite Kaisergarten. Il s'agit du jardin privé de l'empereur. Il est séparé de la Heldenplatz par un mur et une rampe. Les travaux sont confiés comme pour le Volksgarten à l'architecte Ludwig Gabriel von Remy (de) et au jardinier Franz Antoine père (de), avec l'intervention de l'empereur François Ier, amateur de jardin, qui contacte de nombreux jardiniers autrichiens et étrangers. Plus tard, Franz Antoine lui donne une forme de parc à l'anglaise. En 1863, la courtine est démolie et le parc est étendu vers le Ring, là où se trouve l'étang. Entre 1863 et 1865, le grillage conçu par Moritz von Loehr est posé. En raison de la construction du Hofburg, le jardin est réduit sur le côté nord en 1881. Le mur est cassé.
En 1919, le jardin est ouvert au public et baptisé « Jardin de la République » puis « Burggarten ».

## Bâtiments
- La palmeraie : Ludwig von Remy construit deux serres qui sont remplacés en 1900 par la palmeraie de Friedrich Ohmann. L'aile gauche accueille une maison des papillons et des plantes tropicales et le centre, un café-restaurant.

## Monuments
- Monument à François Ier : Le monument en plomb de Balthasar Ferdinand Moll (de) est créé en 1781, érigé au Paradeisgartl (de) puis déplacé en 1819 dans le Burggarten sur un nouveau socle en pierre.
- Monument à Mozart : Le monument en marbre de Lasa de Viktor Tilgner est érigé en 1819 à l'Albertinaplatz puis déménagé en 1953 au Burggarten.
- Monument à François-Joseph : En 1904, Johannes Benk (de) créé une statue en pierre pour le Kommandogebäude Theodor Körner (de). Josef Tuch, élève de Benk, fait une réplique en bronze élevée dans le jardin de Wiener Neustadt. Pendant la Seconde Guerre mondiale, son déboulonnement est prévu mais n'a pas lieu. La statue arrive en 1957 au Burggarten.
- Monument à Abraham a Sancta Clara : Statue en pierre de Hans Schwathe (de) créé en 1928.

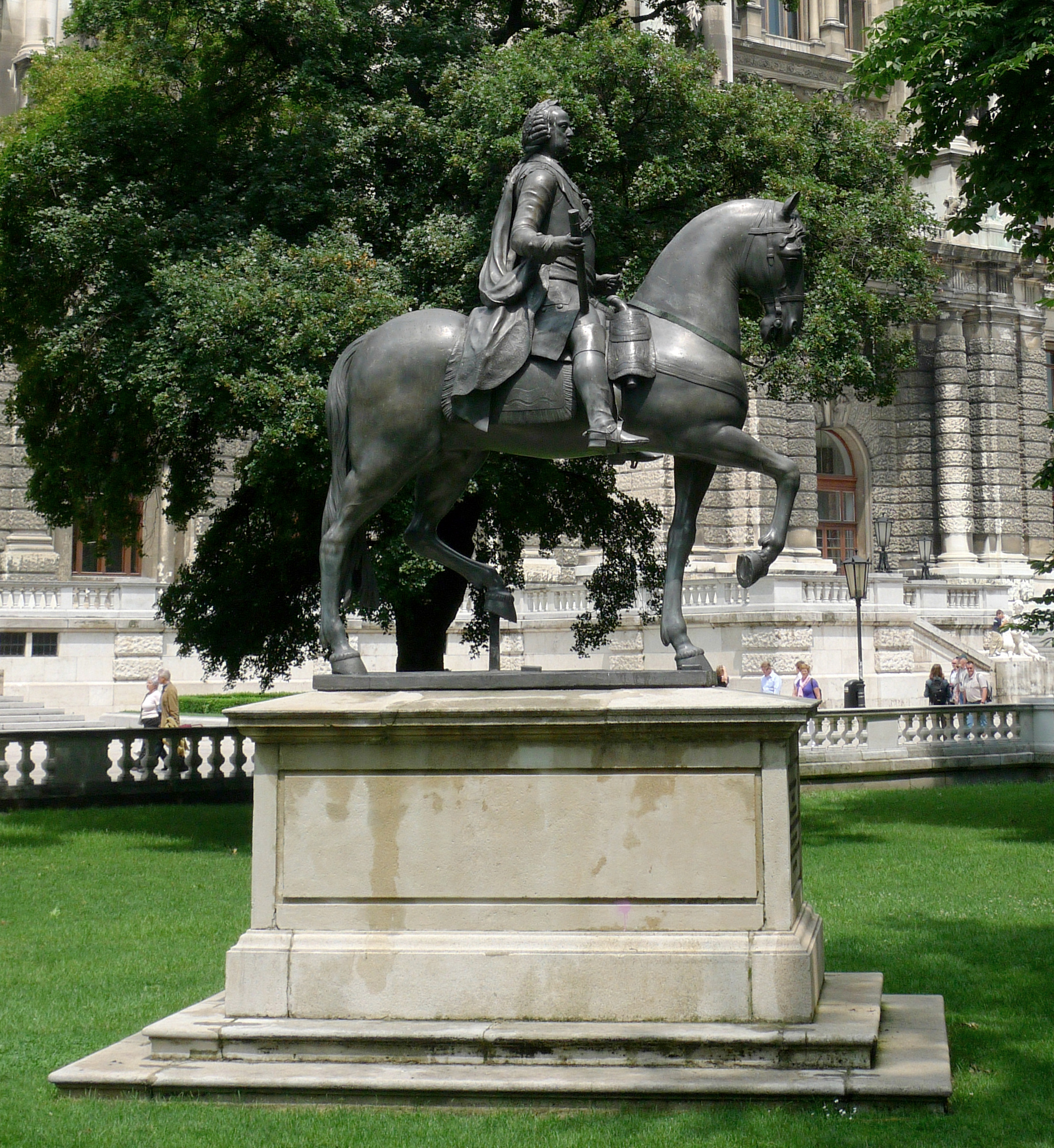
Monument à François Ier.
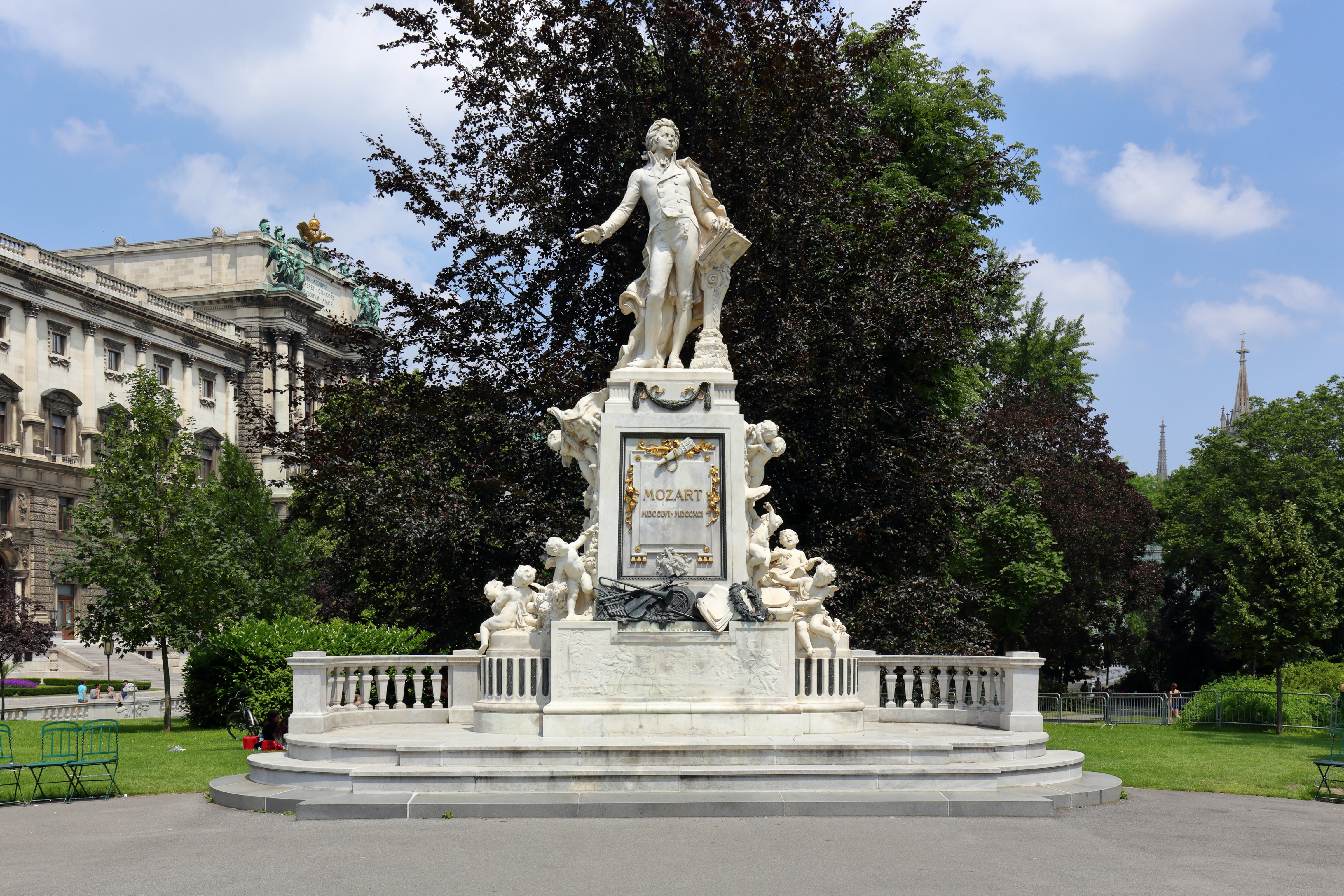
Monument à Mozart.
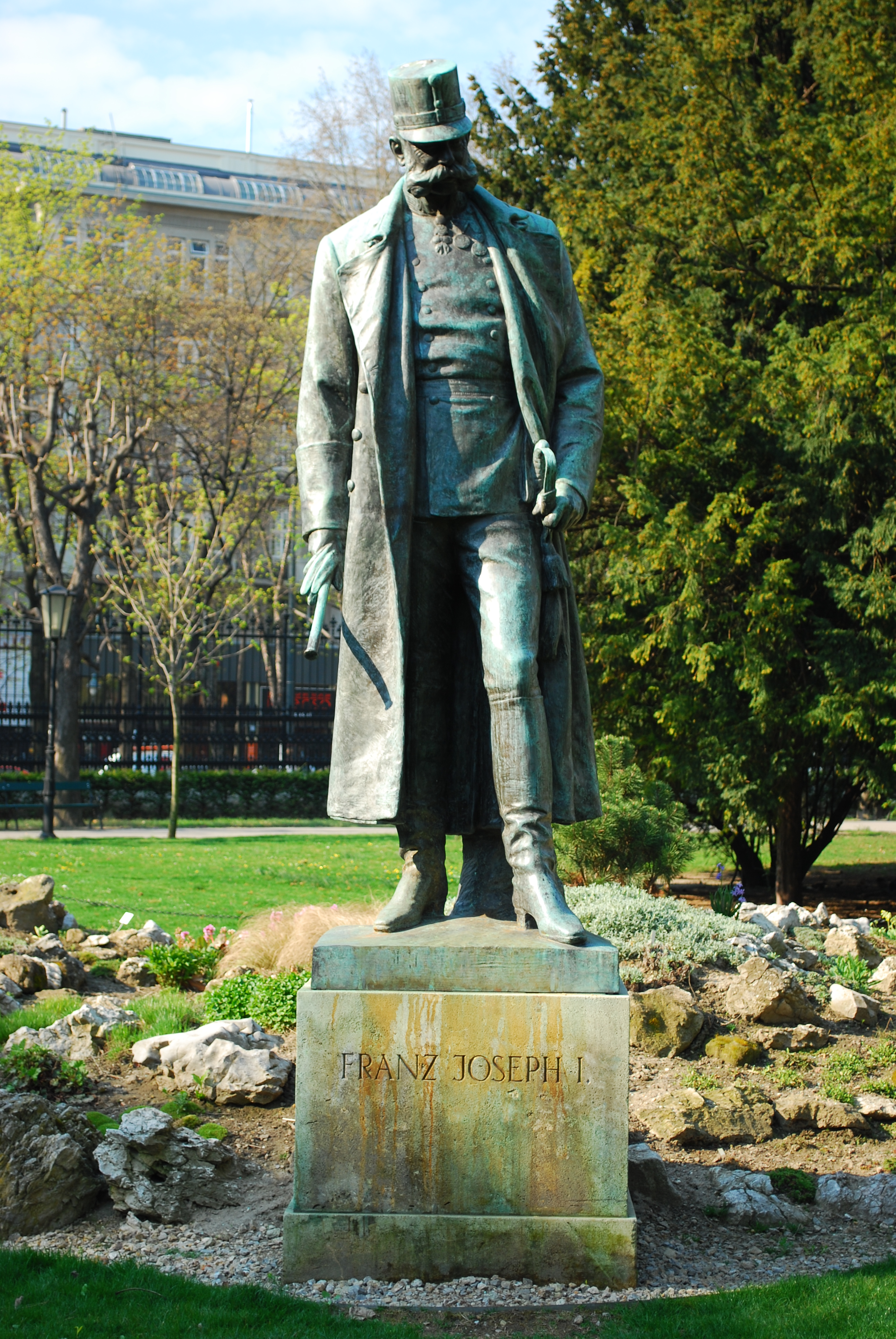
Monument à François-Joseph.
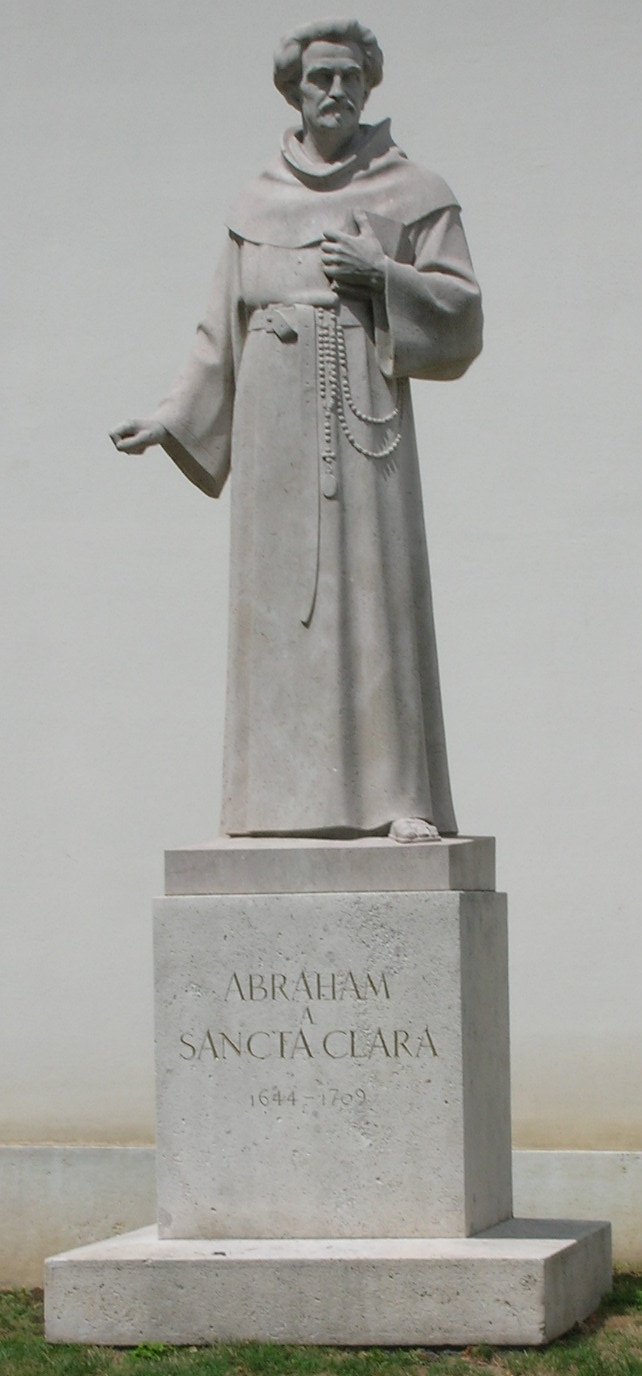
Monument à Abraham a Sancta Clara
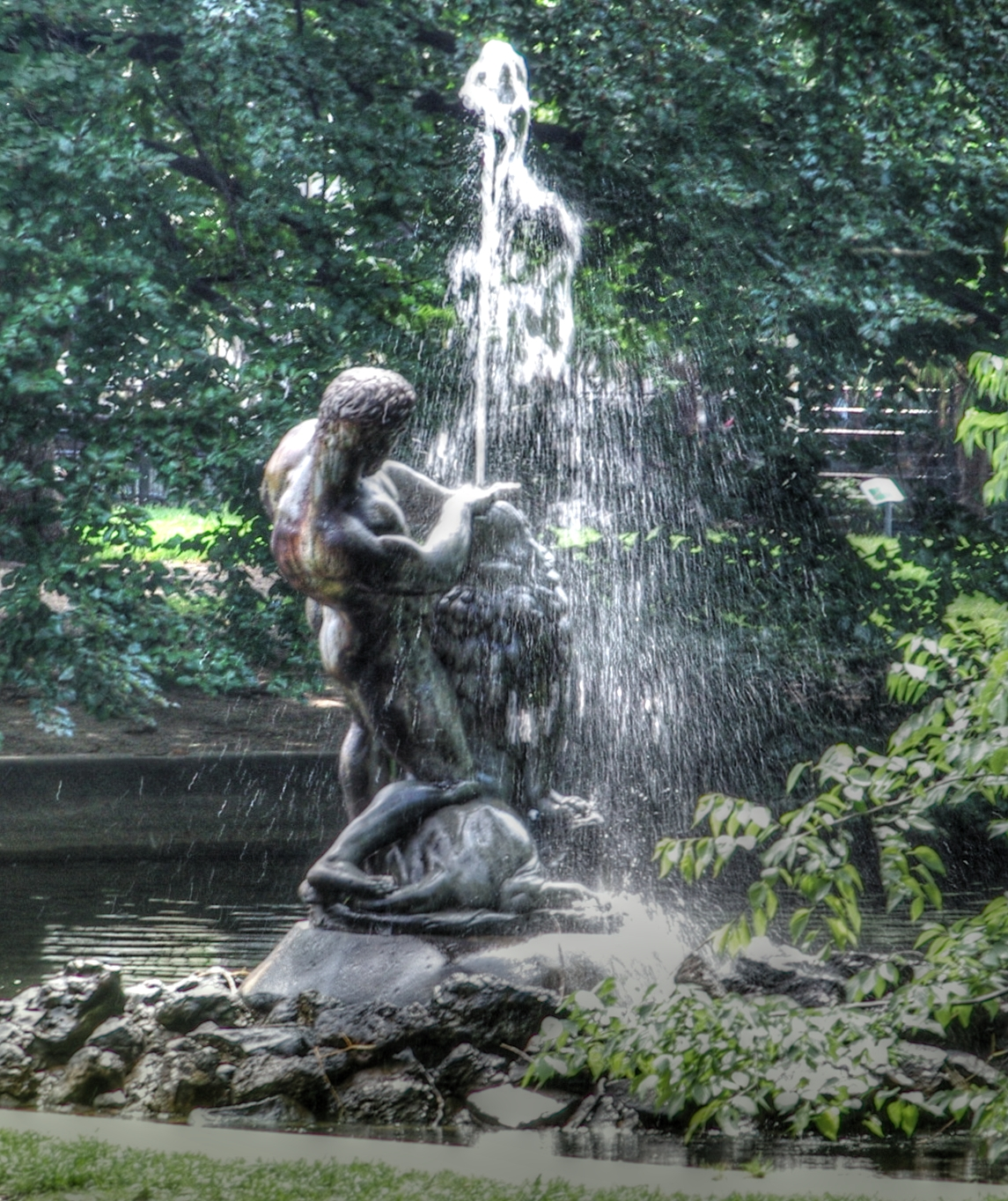
Fontaine de Hercule

## Fontaines
- Hercule : Les personnages de Hercule et du lion viennent de l'Esterházypark (de) et sont posés en 1948 au milieu de l'étang.